# 機場地勤

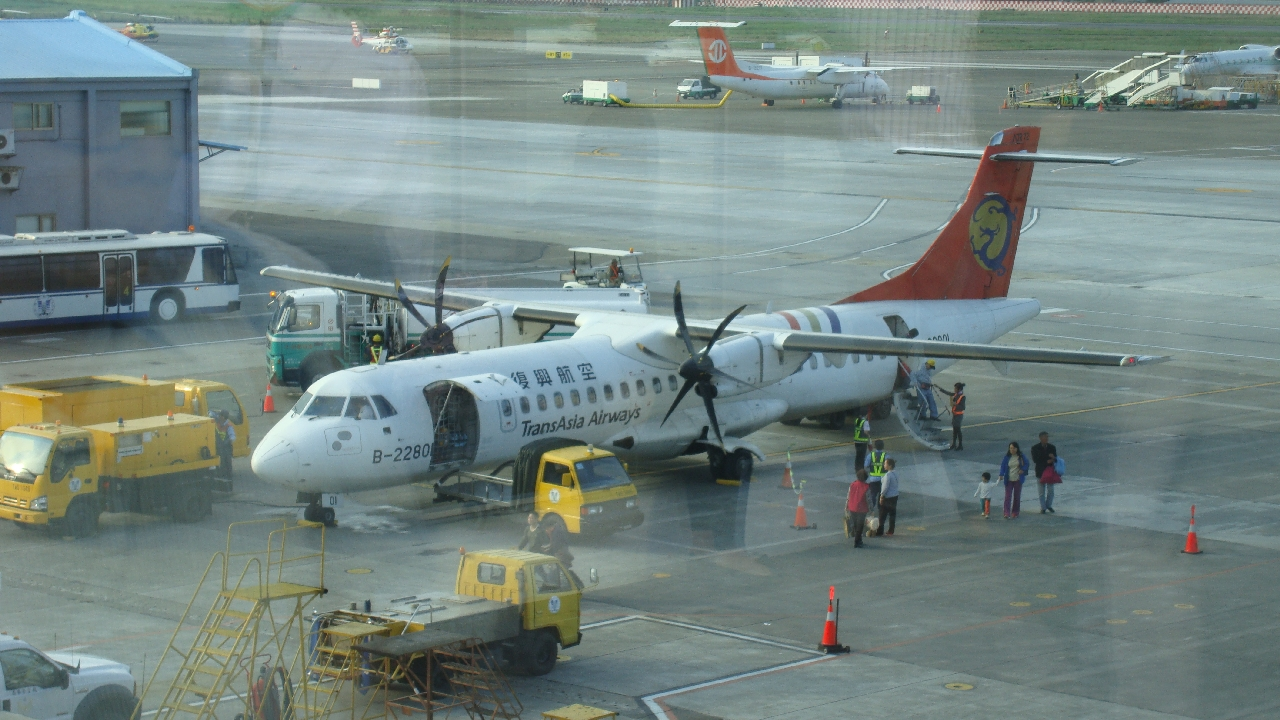
正接受地勤服務中的停泊航機

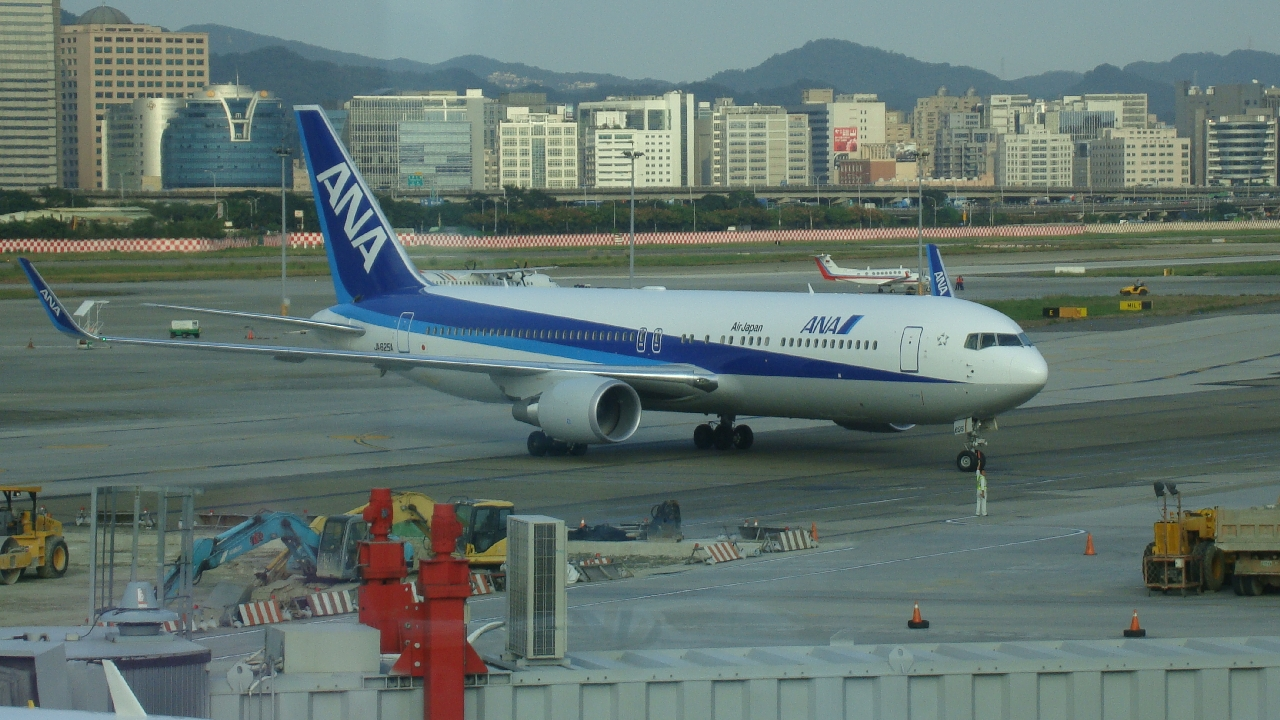
正接受地勤（鼻輪下方）指揮的航機

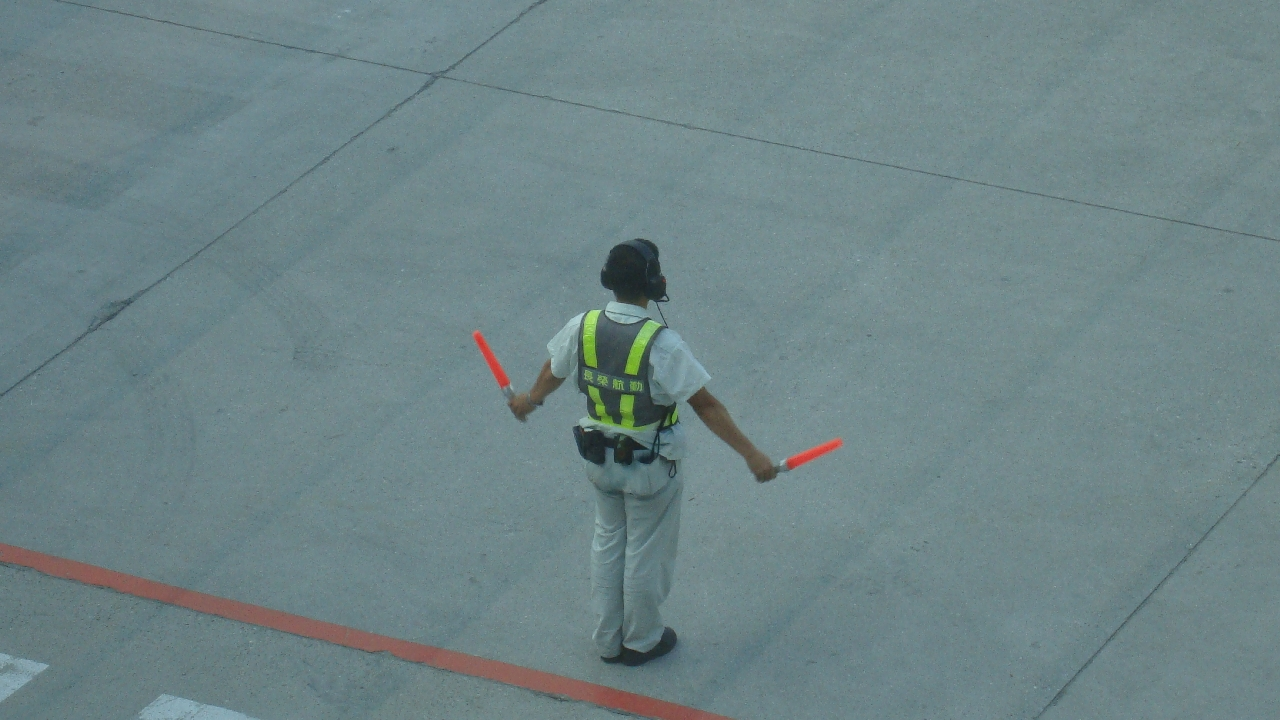
進行指揮空橋停靠作業中的地勤

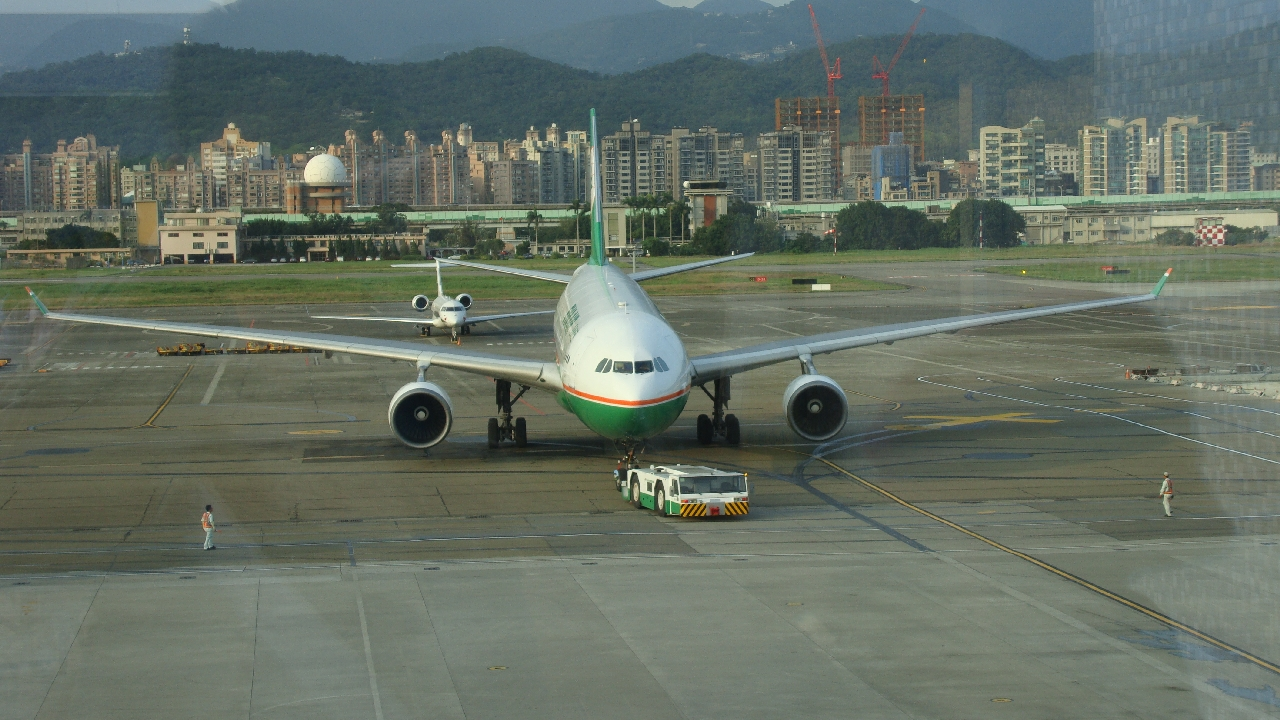
進行後推作業的地勤（左下和右下）

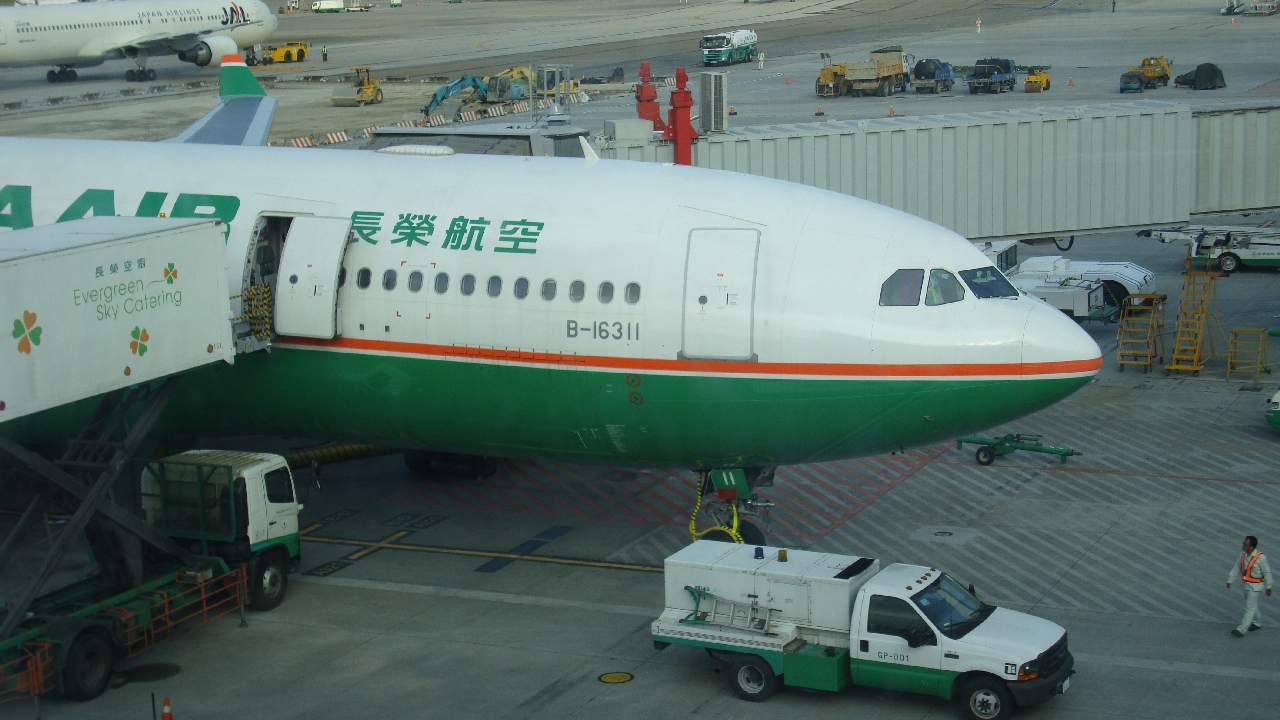
進行補給後勤作業的長榮A330

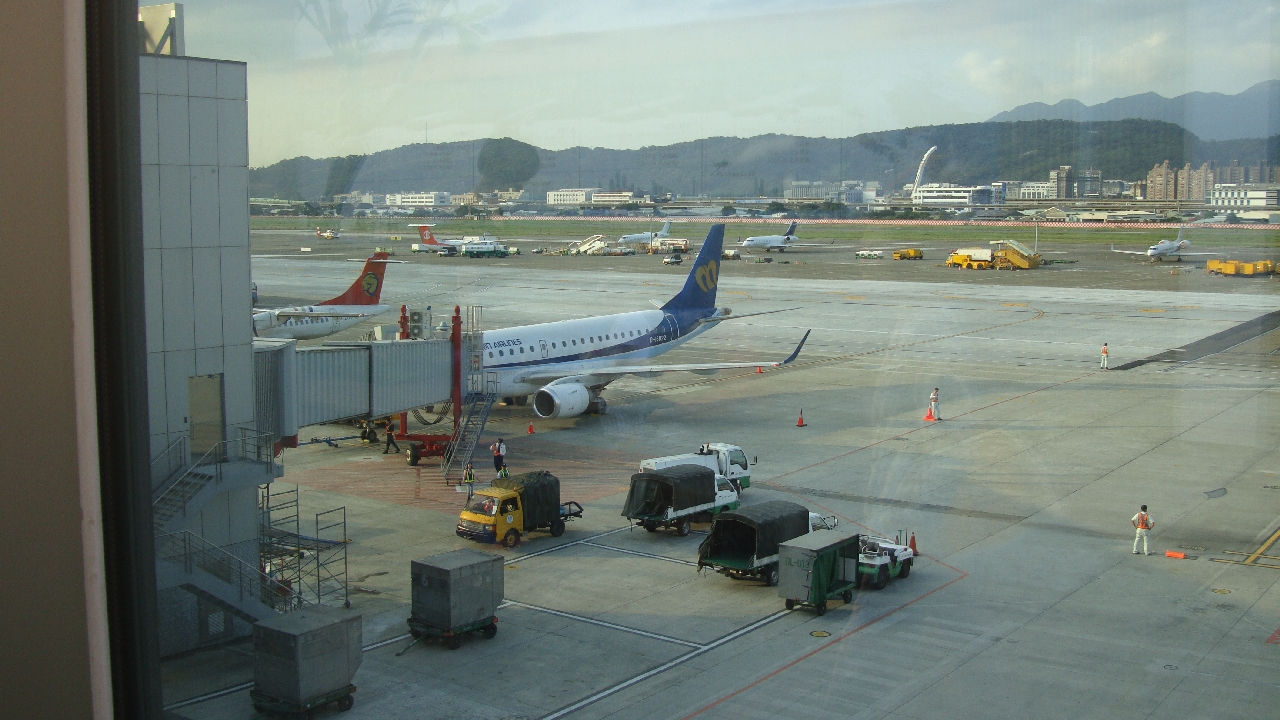
地勤車輛停於機場，右側可見地勤人員

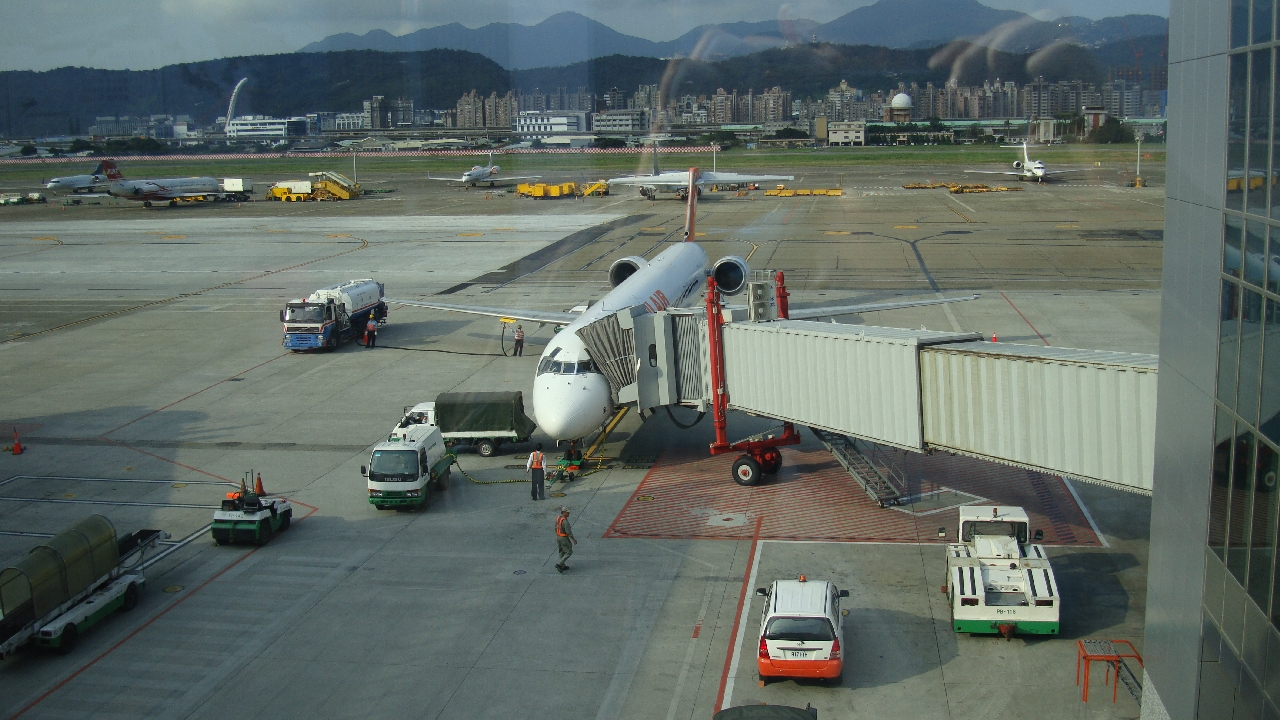
進行補給中的立榮航空MD-90

機場地勤為自有航空運輸服務以來，出現在各級民用、軍用機場的一項重要服務，和機場的運作息息相關且不可或缺，所有的飛行器都需要地勤的服務，從進入停機坪的那一刻起，到離開停機坪進入滑行道為止，停泊其間的所有後勤服務皆為機場地勤人員的工作職掌範圍。
小型航空站（例如：歐美國家一般供私人使用的小型機場），因規模及收入因素等種種限制沒有所謂機場地勤的編制，故其私人飛機的駕駛通常身兼其專屬私人飛機的地勤，而中型的區域航空站因其組織架構及相關附屬單位較為簡單，通常採用航空站自行建置專屬地勤部門的方式來進行相關業務的處理。
大型區域樞紐機場及國際機場則因為組織架構複雜加上人事業務龐大等諸多因素，通常是將地勤業務直接外包給專屬的機場地勤服務公司來統一處理以便精簡營運和人事成本。
而自身規模到達一定程度以上的大型民間航空公司也會自行配置隸屬於同公司的機場地勤人員，來維護自家數量眾多的各式航空機隊，一方面避免外包之後的不確定管理風險，另一方面也能確保維持一貫的服務品質。

## 機場地勤的分類
一般對於搭乘飛機的旅客們對機場地勤人員最直接也最深刻的印象就是於飛機機坪周圍，開著各式機具車輛為各家航空公司的航空器進行相關補給工作的人，其實於機場出入境大廳中為搭乘各家航空公司的旅客們辦理劃位和報到的航空公司人員也算是一種地勤人員，但於機場大廳各家航空公司報到櫃檯中進行劃位和旅客報到以及票務相關處理的職員在各家航空公司的人事管理體系中是歸納於航空公司的運務人員一環中，並非真正的機場地勤人員。此處只限制於台灣機場地勤產業的現狀，在其他國家機場辦理劃位和旅客報到的職員多屬於地勤公司的旅客業務人員一環中。
以下簡述目前服務於各大機場中依工作性質而分類的機場地勤人員（僅限台灣）：
- 機坪服務人員

為目前大家對機場地勤人員最直接的工作印象，一般航勤公司會將其工作性質定位為機坪服務組，亦為機場地勤人員中最重要的一組，和飛機相關維護以及補給最為相關。工作地點主要皆位於機場航站楼和跑道中間地帶的停機坪區域，也就是機場設施分類中的空側端（登機門外），一般最常見的項目為飛機的停機坪進場及離場後推到滑行道上的引導，飛機於停機坪無動力狀態下的拖行移動和更換停機位，飛機航空燃油補充添加，飛機飲用水補充添加，飛機廁所清理，航空貨櫃拖拉移動，旅客接駁巴士駕駛，於飛機停靠期間提供飛機外部的電源供應、壓縮空氣供應、冷氣供應，以及飛機停靠其間機身外部的簡易清潔保養和飛機駕駛艙擋風玻璃擦拭等。此外，機場空橋的操作也是工作一環。因其工作性質經常性的會駕駛到各式停機坪專屬的地勤車輛，故該工作的應徵條件中會要求一定要有汽機車駕照。
- 旅客服務人員

這是機場地勤服務人員中唯一會接觸到機場旅客的類組，一些航勤公司會將其定位為旅客服務組，最常見的就是在航站大廈中負責回收推行旅客行李推車，其工作地點和其他機場地勤人員不同，位於機場設施分類中的陸側（登機門內），其他業務則位於機場大廳各家航空公司報到櫃台後方負責搬運報到旅客托運的行李，於出境櫃台作行李集中裝載航空貨櫃和托運之程序，以及提供傷患旅客及行動不便之年長旅客輪椅和擔架支援等服務。
- 機艙服務人員

並非指飛行途中為旅客服務的空服員，而是於飛機停泊於停機坪其間，在旅客全部下機而下一批旅客還未登機之前的空檔，進行飛機客艙清潔的服務人員。航勤公司通常會將其定位為機艙服務組，工作地點一樣為機場中的空側，也就是停機坪，差在是在飛機內部的客艙中，工作內容分為機艙內部及旅客座椅清潔，機艙垃圾的清除以及搬運，下一航班所需要的餐點、飲料、消耗品、清潔用品以及免稅品（販售品）的搬運和裝載。
- 裝卸服務人員

此類地勤人員工作地點同停機坪服務人員，亦為停機坪上作業（空側）之機場地勤人員，通常與機坪服務人員一同作業，但工作性質較為單純，工作內容為進口及出口的郵件、貨物、旅客散裝行李的裝卸分裝運送，航空貨櫃的裝卸分裝運送，客機和貨機週邊行李貨物集中裝盤（上棧板）和打盤（拆棧板分裝）等相關作業，部分的機場地勤服務公司會將本職類分為兩大類組：裝卸服務組和貨物服務組。
- 機具修復人員

此類地勤人員並非指各式航空機的修復人員，而是指負責保養維護和修理其他類組地勤人員所使用的機具車輛之人員，又被稱為航空地勤服務人員的幕後無名英雄，其工作主要在於維護和檢查以確保機場地勤人員所使用的車輛以及機具完好無損，並確保車輛機具發生故障時能立即進行替換和盡速修復，也包含了機場旅客空橋的修復和保養，但此類型的機場地勤人員在部分的機場地勤公司中不會被專門分類出來，而是歸屬到總管理處或是作業管制中心內。

## 作業流程
以下簡述完成一次載客任務的民航客機到達機場後的所有與地勤相關之作業流程：
Ａ：航機進場降落滑行完成，由機場地面管制席告知指定停機空橋或停機坪，航機滑行至指定停機坪。
Ｂ：機坪地勤於該航機滑行時即到場，於航機將停泊的空橋位置或停機坪區域劃出專屬空间並派員站定供航機到達時確認。（通常是左右機翼端各站一位，機鼻停止端站一位負責指揮）
Ｃ：由位於機鼻停止端的機坪地勤（中間者）指揮即將進入停泊位置的航機轉向和前進等移動（部份機場設有LED電子顯示以箭頭及文字自動指揮），於航機停止於指定機型之專屬位置後放置輪檔確保航機不再移動。
Ｄ：航機關閉引擎，機坪地勤此時會移動空橋和航機進行對接或是將旅客接駁巴士開近航機側邊等待旅客下機轉乘。
Ｅ：裝卸地勤上場，開啟航機所有貨艙門後將行李滾帶車或是裝卸車靠近貨艙開始積載的搬出作業。
Ｆ：旅客開始下機，機坪地勤此時會將航機與電源車、氣源車、油罐車、冷氣車進行對接並開始進行航機補給程序。
Ｇ：航空公司的機組人員下機，第一批機艙地勤上場，進入航機客艙開始機艙清潔程序和廢棄物搬出作業。
Ｈ：裝卸地勤完成積載之搬出作業，搬出之積載以小型拖拉車拖離停機坪，下一班的積載此時會從航廈端拖來。
Ｉ：第一批機艙地勤完成清潔下機，第二批機艙地勤上場，開始進行下一班飛行的食物、飲水、消耗品、免稅販售品的補給更換作業。
Ｊ：裝卸地勤開始將下一班飛行的積載搬運上機並依貨物裝載配置表進行重量分配裝機作業。
Ｋ：第二批機艙地勤補給完成下機，下一班飛行的航空公司機組人員登機進行前置準備作業。
Ｌ：下一班乘客登機，裝卸地勤進行積載裝機收尾程序，關閉航機貨艙門，機坪地勤連接航機鼻輪和拖曳車預備後推。
Ｍ：乘客登機完成，確認航空公司機組人員皆已登機且沒有地勤人員滯留在機艙內才關閉機艙門。裝卸地勤退場，機坪地勤開始分離電源車、油罐車、冷氣車、氣源車等地面車輛以及退開空橋準備後推離場程序。
Ｎ：機坪地勤指揮航機駕駛啟動其中一邊的引擎，並啟動拖曳車開始後推航機至滑行道。
Ｏ：航機啟動另一邊的引擎，機坪地勤確認航機外觀及各部組件皆運作無誤後分離拖曳車和鼻輪之連接，並向航機駕駛及乘客揮手致意。
Ｐ：機坪地勤隨飛機拖曳車撤回停機坪，航機自力滑行到跑道後離場完成本次機場停泊載客任務。

## 地勤專用機具

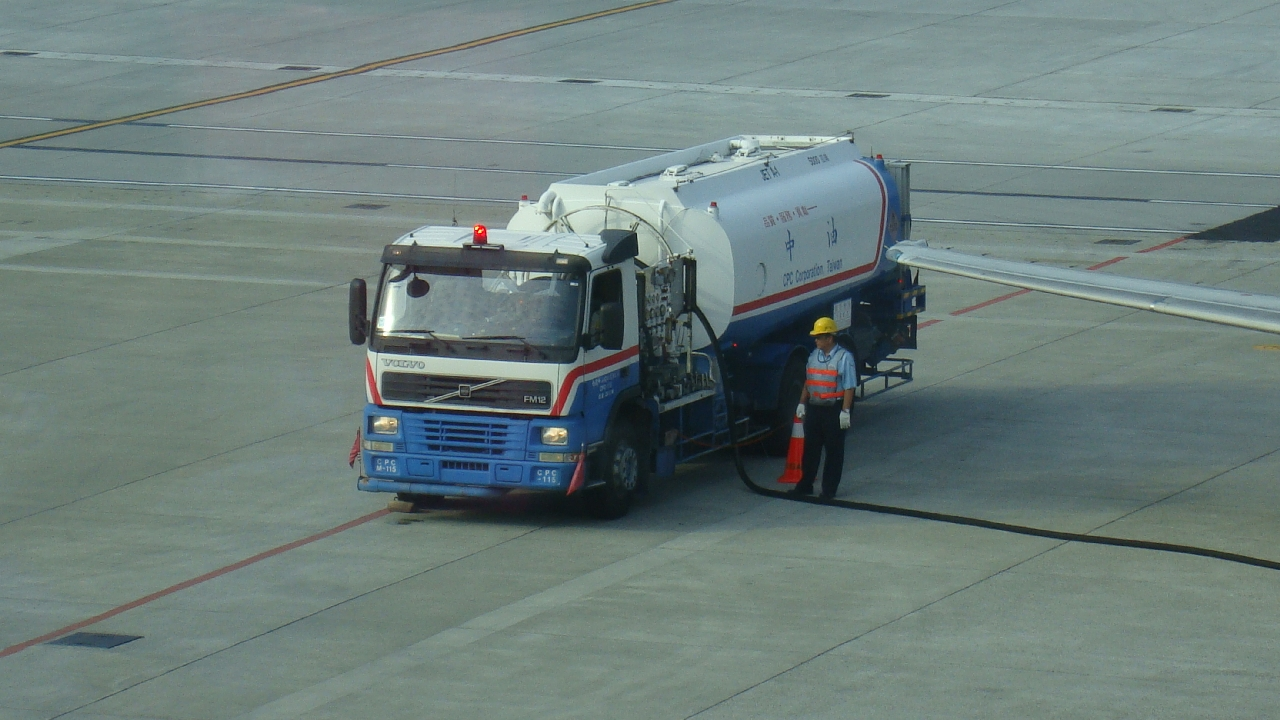
台灣中油所屬的航空油料罐車

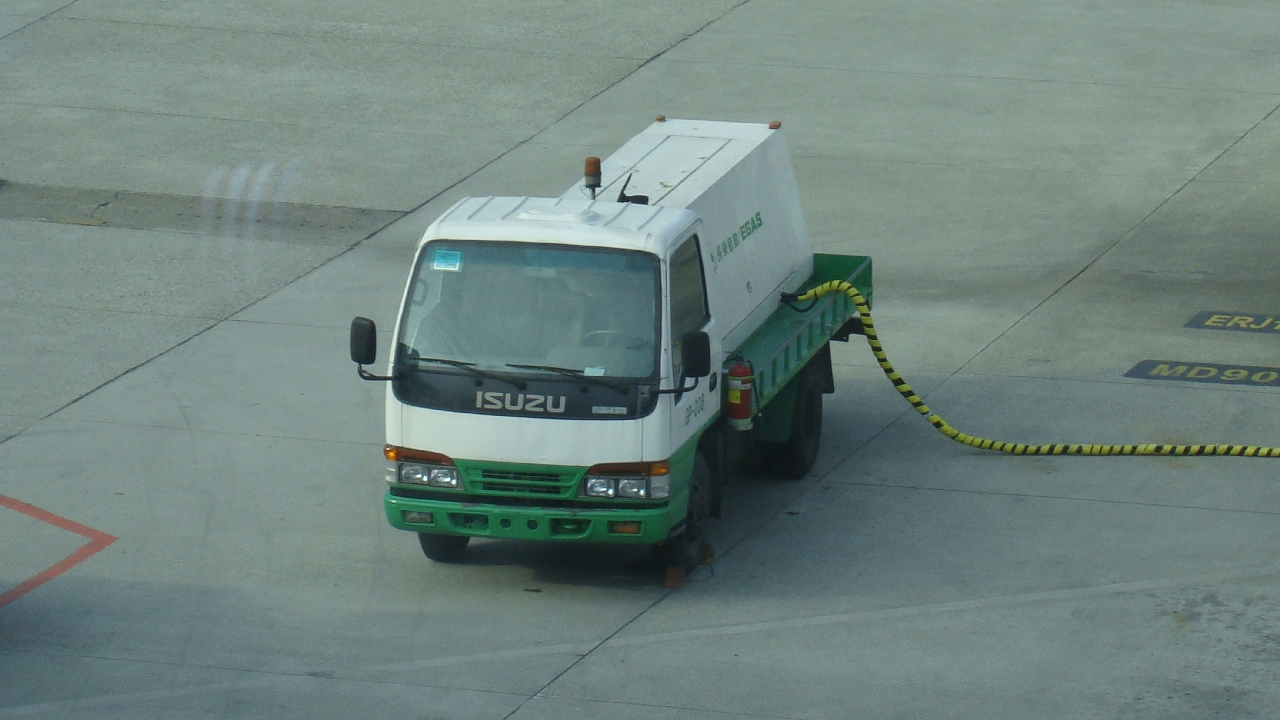
提供航機外部電力的地勤電源車

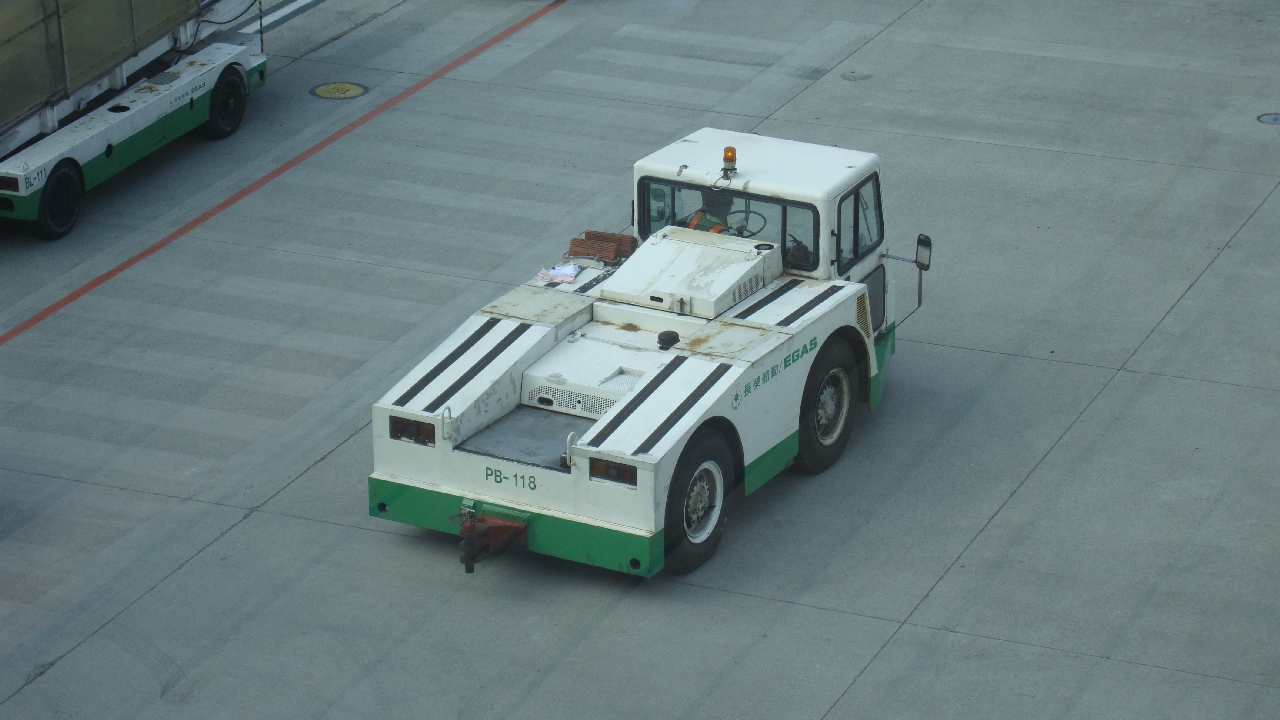
負責移動航空器的地勤飛機拖曳車

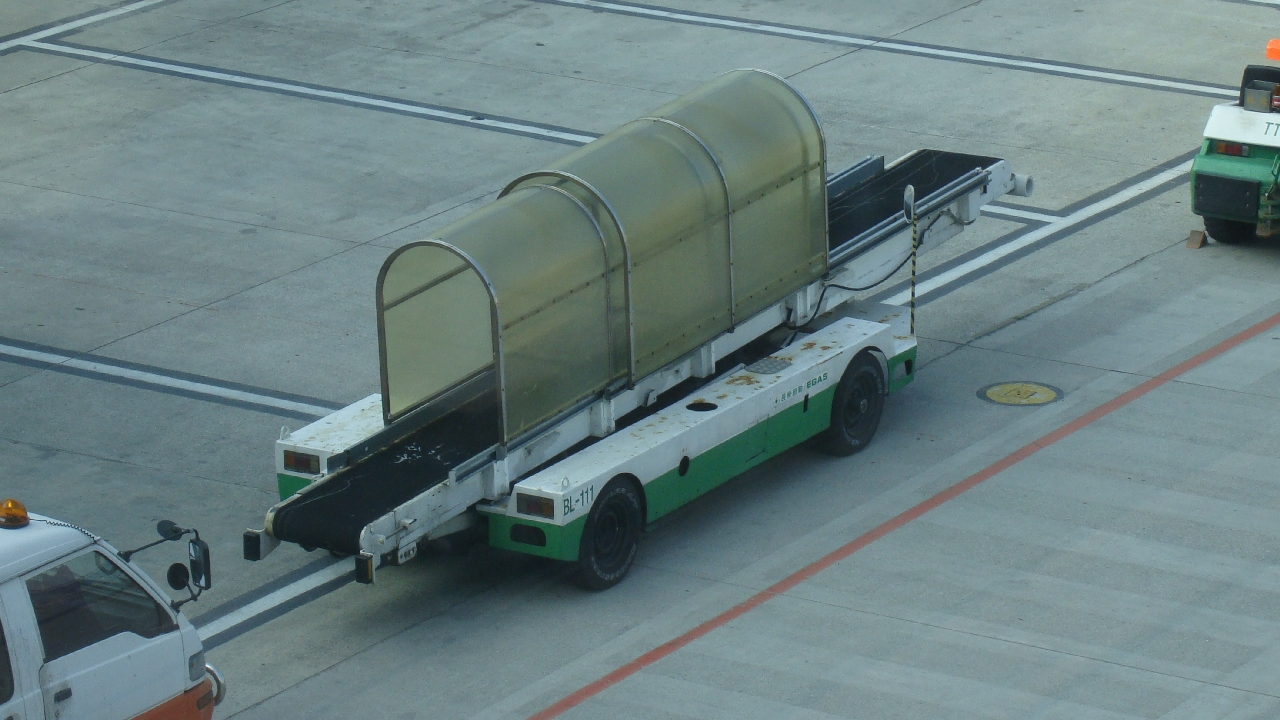
用來搬運小型或散裝行李的輸送帶車

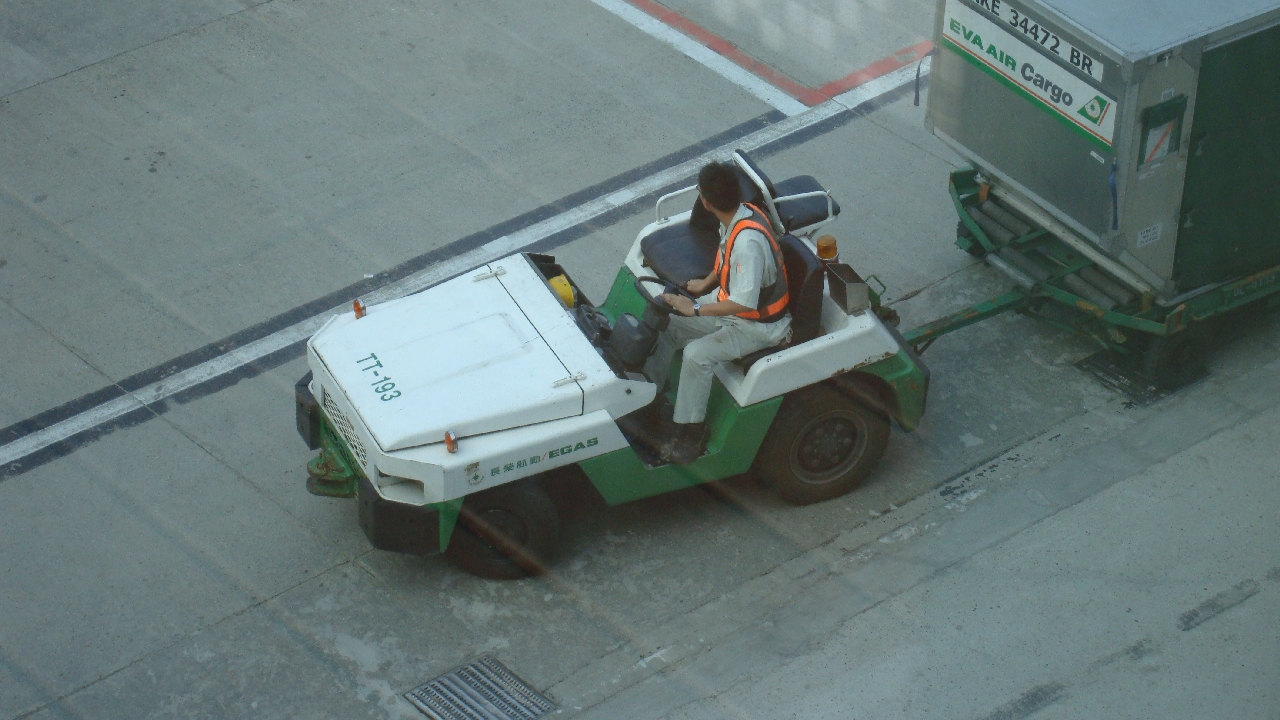
用來拖拉行李平板車的專用拖車

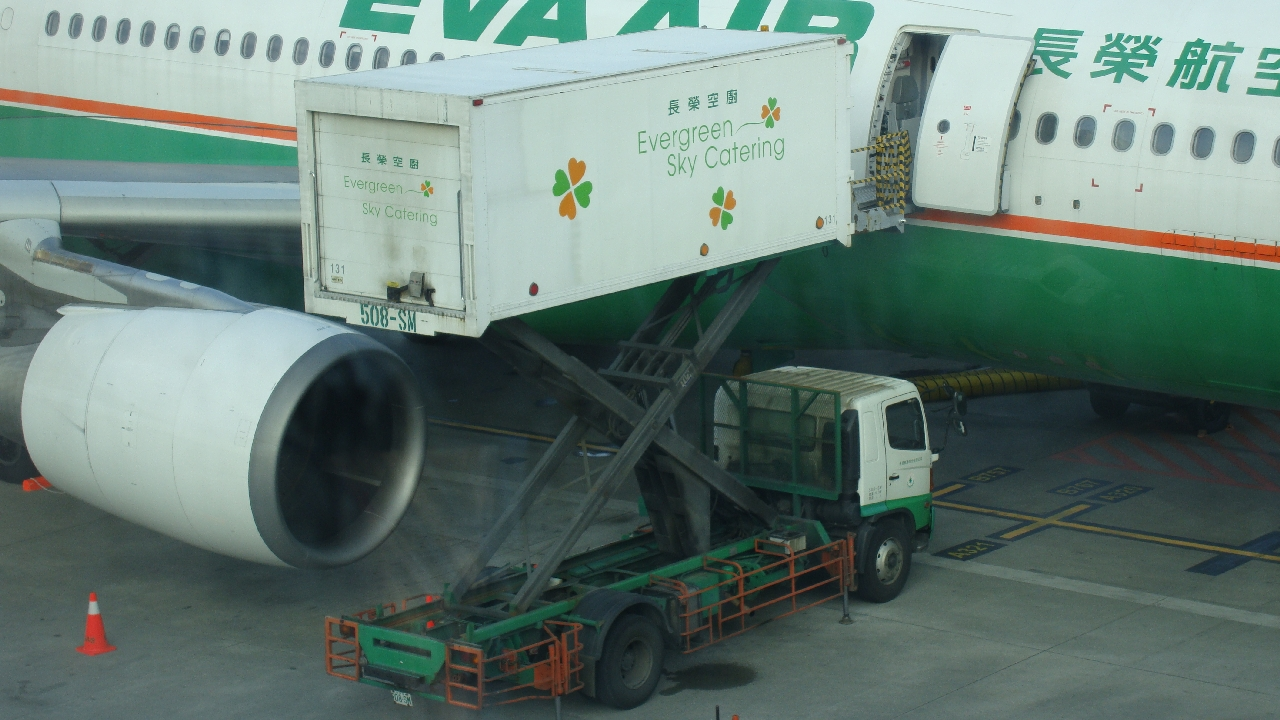
補給航機廚房相關食材的冷藏食勤車

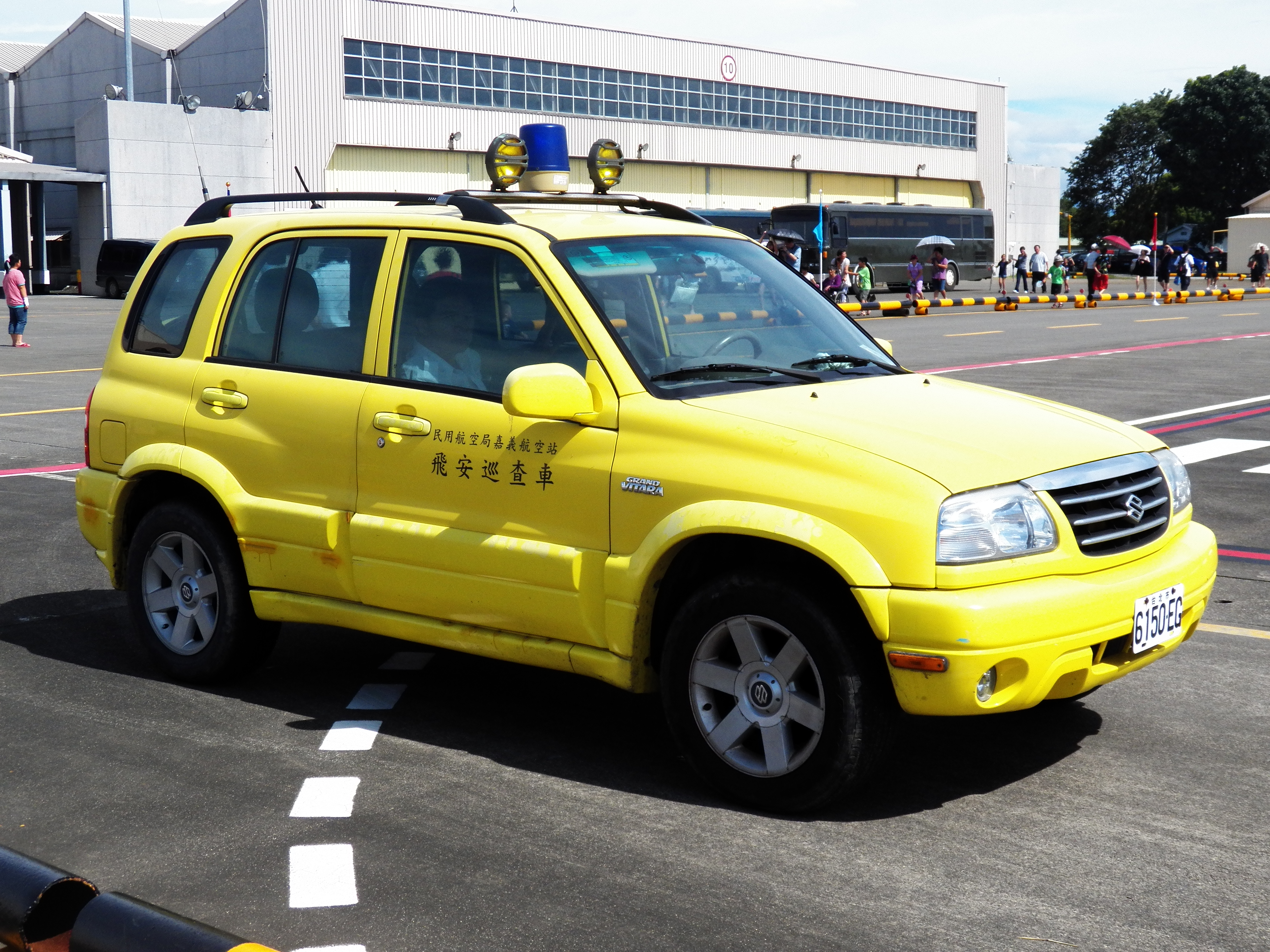
用來檢查機場附屬設施的飛安巡查車

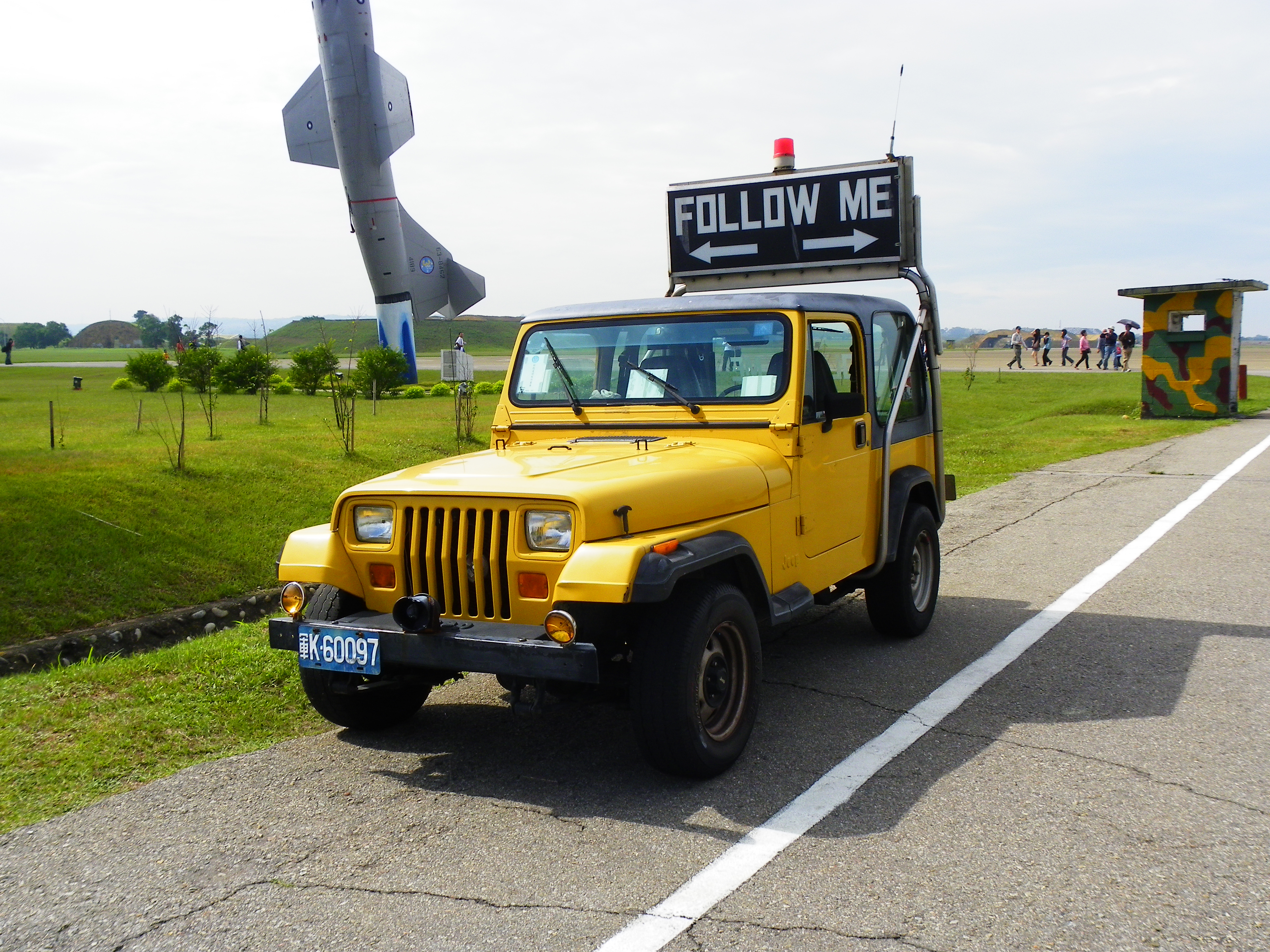
導引航空器移動的引导車（Follow Me Car）

各大機場地面勤務人員所使用的機具為因應各種不同尺寸的航空機型，以及航空機停於停機坪之位置不固定等各種因素，基本上皆以可迅速移動的車輛型機具為主，大部分的地勤專用車輛機具皆附帶動力可自行移動，少部分為無動力需依靠其他動力機具車輛拖行。
各種機場地勤車輛機具橫跨種類繁多，從小汽車類型到大卡車皆有，動力來源亦依照車輛作業的屬性而有所區分，小型地勤車輛同一般路上行駛的轎車以汽油或是電力為主，較大型或需要較大動力之機場地勤車輛則是以柴油動力為主。
絕大部分的機場地勤車輛因為規格特殊或較一般道路車輛尺寸更大，故像行李搬運車或是飛機拖車這類型的通常無法行駛於一般道路上，但有些機場地勤車輛因為外型同一般正規車型，故可以離開機場行駛於一般公路上，區分的最明顯方式可從車輛是否有懸掛牌照來進行判定。
而在大型的國內區域機場或是國際機場因會出現好幾家機場地勤公司或是航空公司本身專屬的地勤人員同時進行服務，故同一種外型的地勤機具或車輛亦會出現不同家地勤公司或是航空公司的專屬塗裝。
以下列出一些機場地勤經常使用到的輔助機具車輛：

- 壓縮空氣供應車

又稱氣源車，專門用來提供飛機啟動渦輪引擎動力的壓縮空氣供應車，常見於本身沒有配置輔助動力系統（APU）的客機。
- 空廚補給車

又稱冷藏食勤車，類似公路上常見之冷藏大貨車，差異在貨櫃部分可藉油壓系統垂直提升到飛機的機艙高度，以滑移搬運方式便利地勤人員直接裝載餐點。
- 外部電源供應車

又稱電源車，於飛機引擎或輔助動力單元停止，不能自行供應機身電源的狀態下，提供航機115/200V交流電源的外部電源供應車。
- 冷氣供應車

又稱冷氣車，通常僅客機會使用，和電源車一樣在飛機引擎停止的情況下提供機艙冷氣，避免先行登機的乘客於機艙等待中發生不適。
- 飛機拖曳車

又稱飛機拖車，移動飛機時最重要的地勤工具車輛，因為大部分的民用飛機其設計上並不具備有自行後退的能力，故推行載客和整備完成後的客機離開停機坪範圍至滑行道上的重責大任皆由本車莫屬。飛機拖曳車有兩種常見型式，一種是用拖桿繫住起落架，另一種無拖桿是夾住機輪後拖行。
- 航空燃料油罐車

這是少數不歸屬航勤公司和航空公司所屬的作業車種，絕大部分皆為石油公司所屬並派駐於各大機場中，於飛機停靠完成後立即出現並提供飛機航空油料補給。一部份小型機場的機坪設有加油設備則不需使用油罐車。
- 航空機滑行前導車

又稱FOLLOW ME車，通常本車出動的原因均為到達本機場之航空機需停於特定位置而用以導引，或用於第一次飛行本機場的飛機為其指引專屬的滑行方向和專屬的停機地點。
- 行李拖曳車

可見度最高也最多的地勤車輛，通常本車後面都會連接著小平板車用以運送旅客散裝行李或航空貨櫃，少則拉一台，多則拉五到六台。
- 停機坪接駁巴士

於到達機場停機坪的客機距離航站出入口過遠的情況下所使用的接駁工具，為能搭載最多的旅客故其尺寸比一般公車寬大，特點是前後兩端都能駕駛。